# 维塔斯
維塔利·弗拉達索維奇·格拉喬夫（羅馬化：Vitaliy Vladasovich Grachyov，羅馬化：Vitalii Vladasovych Hrachov；1979年2月19日—），藝名维塔斯（羅馬化：Vitas），是出生于拉脫維亞的俄罗斯男歌手，以其跨越五个八度的宽广音域和高音区雌雄难辨的声线著称，有「海豚音王子」美譽。是俄罗斯流行音乐领域继t.A.T.u.和Nu Virgos之后又一风靡全球的歌手。他于2000年在克里姆林宫的演唱会的现场录像曾在网络上广泛流传，其个人网站的日均访问量曾一度超过200,000。

## 生平
维塔斯於1979年2月19日出生於拉脫維亞陶格夫匹爾斯。小的時候在祖父阿爾卡吉·達維多維奇·瑪拉茨曼的影響下學習演奏手風琴。他的祖父是猶太人，母親則是俄羅斯人。故此，維塔斯擁有一半俄羅斯人血統，1/4猶太人血統和1/4源自祖母的拉脫維亞人血統。5歲時自學手風琴，6歲創作了第一首歌《第比利斯的雨》，12歲時所創作的樂曲已達1000首。1984年全家遷居烏克蘭，在祖父的帶領下經常在敖德薩進行業餘演出。7歲的時候進入敖德薩音樂學院學習。其音樂學院院長安那托利·帕多卡驚嘆维塔斯是“上天賜予的禮物”。
從敖德薩將维塔斯發掘出來的是俄羅斯著名音樂製作人謝爾蓋·普多夫金。普多夫金在敖德薩聽過维塔斯演唱的錄音帶之後，慨嘆自己“發現了俄羅斯音樂的天才”。很快，维塔斯就隨普多夫金來到莫斯科，並正式開始以“维塔斯（Vitas）”為藝名登上俄羅斯樂壇。
2000年，维塔斯在克里姆林宮因演唱歌劇2取得空前的成功，他迅速成為全世界矚目的流行巨星。他的成名曲〈歌劇2〉成為俄羅斯年度最受歡迎的單曲。在這首單曲中，维塔斯達到了soprano C 和 C#(Db) 的高音。被稱為“俄羅斯音樂教母”的著名歌手阿拉·普加乔娃在聽了维塔斯演唱的歌劇2之後稱：“我激動得流淚了，無論是為了音樂，還是為了他的表演。”
到目前為止，维塔斯共發行過14張CD專輯及2張單曲專輯，大部分以俄語演唱。截至2005年年初，他先後在16個國家共計舉辦了個人演唱會1000餘場。截至2005年年初，他的專輯銷量已經超過一千萬張。此外，维塔斯以規模空前的巡迴演出著稱。 2004－2006年間，他的主題巡迴演唱會“我母親的歌”遍及俄羅斯、美國、加拿大、澳大利亞、德國、哈薩克斯坦、以色列和波羅的海諸國。

## 其他事業
2002年，在世界聯盟委員會“無毒品智力”組織的私人邀請下，维塔斯及其製作人謝爾蓋·普多夫金加入了該組織的管理委員會，並成為該組織的名譽會員。該組織的會員還包括所有俄羅斯的教長，现世达赖喇嘛丹增嘉措，Koffey Annan，Tina Turner以及20多個國家的總理。在聖山腳下的淨化儀式上，维塔斯被授予了有三億五千萬年歷史的“世界石”。傳說中，這塊石頭吸收了全世界人類有史以來所有的好事。
2002年9月29日，维塔斯在克里姆林宮的舞台上舉辦了他的時裝設計發布會“秋天的夢”。這次表演共包含了42套女士服裝，其中有些已經在阿拉木圖，維爾紐斯，柏林，塔什干，特拉維夫，阿詩克隆展出。現在普多夫金先生正在同西方的公司就推廣Vitas品牌，安排服裝生產線的事項進行談判。
2002年12月，维塔斯出演了由杜索娃夫人的小說《被愛的惡棍》改編的電視系列劇。他飾演的角色是個由省城來到首都的藝術家，以他獨一無二的嗓音與歌聲在流行舞台上引起了轟動。 维塔斯為這部片子的音樂創作了兩首歌曲。拍攝期間這個系列劇的製作人就向謝爾蓋·普多夫金提出了延長合同到下個系列的拍攝。
2003年春，根據的舞台劇改編的話劇《維克多，力量中的孩子》在馬雅可夫斯基大劇院舉行首演，维塔斯出演了主角—一個九歲的男孩。

## 爭議事件
2013年5月10日，维塔斯帶妻女在莫斯科一展覽中心遊玩時，在停車場與一女子發生車禍糾紛。维塔斯因炎熱、身體不適而進車吹空調休息，女子將腳踏車靠在维塔斯座車前，其座車接著壓壞女子腳踏車輪，女子聲稱她打開维塔斯未關的車門後被其用仿真手枪威脅（目擊者表示是孩子的玩具槍）。10位警察按住维塔斯的頭並將其壓制、反手銬住站了3個多小時，引來群眾圍觀拍攝。8月26日，俄羅斯莫斯科奥斯坦基諾區法院認定其“襲警”（試圖用腳踢警察）罪名成立，其餘包括死亡威脅等官司皆因證據不足而作廢，對其處以10萬盧布罰款。

## 表演風格
初出道的時侯，維塔斯衣着風格華麗、中性。演唱歌劇2時，樂團成員均會穿上中世紀歌德式長袍，且頭帶黑色面紗，舞臺風格另類。他甚至在一次演出中，一邊單手抓住秋千懸掛在空中，一邊演唱。
2003年，維塔斯的母親突然離世，自此風格大為改變，在兩張紀念母親的專輯《媽媽》和《我母親的歌》中，表現漸趨成熟、穩重，衣著造型亦改以西裝為主。
除了歌聲，維塔斯俊秀臉孔、招牌眼神和微笑加上迷樣神秘感，被認為「如鬼魅一般」、「如受到詛咒般誘人」，更有「鬼魅王子」稱號。
維塔斯向來甚少接受訪問，據說是經紀人普多夫金的指示，以防公眾把焦點集中在其私生活而非音樂上。雖然維塔斯甚少接觸媒體，但一些曾與他接觸的人指，他私底下非常健談和開朗，不吸煙，但愛喝一點酒。對於他是閹伶的说法，這些人都予以反對，因為維塔斯日常的舉止、聲音均和尋常男性無異。
維塔斯曾经透露自己是已故流行音樂之王麥可·傑克森的粉絲，故此在多數演唱會當中均會模仿其太空步、高速轉圈等舞蹈。

## 家庭
维塔斯於2006年與交往7年的女友結婚, 現育有兩女一子。维塔斯於2010年的一次演唱會演唱歌曲搖籃曲時將他女兒帶上臺。在隔年，维塔斯於某次演唱會將他妻子帶上臺與他共同演出歌曲幸福鳥。

## 作品
- 單曲
  - Опера №2（ 歌劇2），2001年（單曲專輯）
  - （再見），2001年（單曲專輯）
- 音乐MV：《歌剧2》、《歌剧1》、《俄罗斯岸边》、《圣徒》、《微笑吧》、《星星》、《妈妈》、《鹤之泣》
- 專輯
  - Философия чуда（ 奇蹟的哲學），2001年
  - Улыбнись（ 微笑吧！），2002年
  - Мама（ 媽媽），2003年
  - Песни моей мамы（ 我母親的歌），2003年
  - Поцелуй длиною в Вечность（ 永恆之吻），2004年
  - Возвращение домой（ 回家），2006年
  - Криком журавлиным, Возвращение домой II（ 回家2，鶴唳），2007年
  - Скажи, что ты любишь（ 說你愛），2009年
  - Шедевры трех веков（ 3世紀的名著），2010年
  - Романсы（ 浪漫），2011年
  - Мама и Сын（ 媽媽與兒子），2011年
  - Только ты. История моей любви, Часть 1（ 只有你 我的愛情故事 Part1) ，2013年
  - Я подарю тебе весь мир. История моей любви, Часть 2（ 我會給你全世界 我的愛情故事 Part2) ，2014年

- 合輯
  - Vitas The Best 維塔斯首度訪台紀念專輯，2007年（台灣發行）

## 演唱會
- 受動人名曲「-卡羅素」之作曲家之邀請，於一場在克里姆林宮名為之音樂會上與這位名曲作者一起合唱了這首歌曲。他天籟般的歌聲不僅感動了現場觀眾，也征服了本人。Dalla先生因而邀請他去羅馬參加傳統歌劇現代版《托斯卡》的排演。
- 2003年11月，在莫斯科的「音樂廳」舉行了他第二次的個人演唱會：「我母親的歌」。他的兩張CD專輯「我母親的歌」及「媽媽」也在此時一同發行。 其中「我母親的歌」專輯為老歌新唱，精選了傳統俄羅斯流行金曲。 另一張「媽媽」專輯則收錄了他所創作的新歌。
- 2004－2006年間，舉行了「我母親的歌」之空前巡迴演唱會，其演出遍及了俄羅斯、美國、加拿大、澳大利亞、德國、哈薩克斯坦、以色列及波羅的海諸國。在2004年間，巡迴表演了250多場「我母親的歌」演唱會。
- 從2004－2005年間，成為了俄羅斯最受歡迎的巡迴演出歌手，他的「我母親的歌」演唱會被譽為「年度最佳音樂盛事」。
- 他的專輯「永恆之吻」於2004年10月8日發行，在俄羅斯及獨聯體取得了空前的銷售量記錄：在不到六個月的時間內，超過二百萬張的銷售一空。 所有的銷售量至目前為止總數已經超過一千萬張。
- 於2006年6月受中國中央電視台之邀請，至北京參與了「俄羅斯年在中國」之盛會。在中國大陸中央電視台為「俄羅斯年在中國」所製作的特別節目單元中表演了二首歌曲：「星星」及「歌劇2」。
- 之最新個人演唱會「－回家」於2007年3月在克里姆林宮舉行首演。 約20多首的新作品將於該演唱會中呈獻予觀眾。 其中有一小部份新作如「鶴唳」、「俄羅斯岸边」、「我祈求諸聖」、「小王子」、「我呢喃著你的名字」等歌曲皆已先透過網路流傳而廣受歌迷們的喜愛。
- 於2007年6月15日至24日，在台灣以及中國大陸的北京、上海、重慶、成都、廣州舉辦了巡迴演唱會。
- 于2008年1月25日至2月2日，在臺灣的台中、台南、高雄、台北舉辦了《Return Home》巡迴演唱會。
- 于2008年5月21日至5月24日，在中華人民共和国的北京、上海、深圳、成都、廣州舉辦了《王者歸來》巡迴演唱會。
- 在於2009年上映的電影《花木蘭》中擔任特別演出，飾演一名柔然歌者。
- 於2011~2012年電影《一夜成名》中與黃聖依紅黑配演出。
- 參與在中華人民共和国貴州2012皇后駕到的演出
- 2014年春天, 參與了一整季的大型模仿秀 《Точь в точь》, 傑出地模仿了14位令人印象深刻的人物: Ю.Шатунова, Н.Гнатюка, Земфиры, С.Павлиашвили, В.Сюткина, А.Миронова, С.Шнурова, М.Галкина, А.Вертинского, Э.Хиля, М.Каллас, Глюкозы, Г.Сукачева, Псай. 各種形象演出影片可於此處觀賞 http://vitas.com.ru/en/videoarchive/show-exact-copy （页面存档备份，存于）
- 2014年9月23日首次於瑞士日內瓦舉辦個人演唱會, 並獲得好評。
- 2014年10月17日，出席中華人民共和国湖南長沙梅西湖文化藝術周，演唱歌曲星星,幸福鳥,歌劇2。
- 2015年3月8日於 Краснодар 舉辦個人演唱會並成為在 Краснодар 星光大道上的一顆星。
- 2015年7月, 由Vitas 本人作詞作曲演唱的第七元素在美國爆紅, 美國熱門節目The Soup 主持人7月1日於臉書上傳2001年某次演出影片後, 短短3天即累計三百萬的點閱率, 更在第29日達到千萬人次。
- 2015年-2016年中國大陸舉辦《愛的故事--維塔斯2015中國巡迴演唱會》, 總計在 20個城市巡迴演唱, 包括北京、武漢、青島、上海、寧波、舟山、廈門、溫州、重慶、成都、威海、鄭州、瀋陽、南寧、合肥、杭州、南京、無錫、廣州、深圳。
- 2017年-2019年 Vitas Give Me Love 世界巡回演唱会，演出遍及了俄羅斯、美國、加拿大、德國、哈薩克斯坦、以色列及波羅的海諸國。
- 2019年舉辦《Vitas 20--維塔斯20周年巡迴演唱會》, 總計在 30個城市巡迴演唱。
- 在 COVID-19 疫情期間，Vitas 的國際巡演一度中斷，並主要在俄羅斯進行演出。 自 2022 年起，他暫停了公開演出，專注於家庭生活，特別是照顧他的小女兒。 然而，隨著孩子逐漸長大，他表示希望重返舞台，讓孩子們為他感到驕傲。
- 2023 年 10 月 21 日，Vitas 在上海國家會展中心舉行了演唱會，演唱了《Opera #2》、《第七元素》以及中國民歌《青藏高原》等經典曲目。 這場演出吸引了眾多觀眾，並標誌著他自四年來首次在中國舉辦演唱會。[6]
- 2024 年 11 月 24 日，Vitas 在北京展覽館劇場舉辦名為「永恆的海豚音」的演唱會。 這場演出是北京國際流行音樂周的一部分，觀眾將有機會欣賞到他演唱的《星星》、《夜鶯》和《第七元素》等代表作品。 此外，購買 VIP 票的觀眾還可在演出後與 Vitas 見面並合影留念。[7]
- Vitas 計劃於 2025 年 2 月 21 日在哈薩克斯坦阿拉木圖的共和宮舉行名為「Vitas The Best」的演唱會[8]

## 服裝發表會
- 2002年9月29日，在克里姆林宮舉辦了他的服裝發表會：「秋天的夢」。

## 榮譽
- 於2001~2004 年間，發行了五張專輯：「哲學的思考」、「微笑吧！」、「媽媽」、「我母親的歌」及「永恆的吻」。 根據官方統計數據·其銷售量榮獲2001－2004年的最佳銷售前三名。
- 發行了兩張單曲專輯：「歌劇2」及「再見」。 根據官方統計的銷售量，單曲專輯「歌劇2」於2001－2003年間，因締創了年度最佳單曲銷售而榮獲俄羅斯「唱片獎」（該獎項由唱片業製造商所設立）。
- 根據「共青團真理報」及「論壇2001」所舉辦的網際網路票選活動，獲得年度最佳音樂探索獎。
- 榮獲音樂節「年度歌曲2000」、「年度歌曲2001」及「年度歌曲2002」之桂冠三連霸。
- 於2001年以「歌劇2」，及2002年之「微笑吧！」分別榮獲「人民金唱機」之桂冠。
- 於2001－2003年間在流行樂壇因其最佳造型而連獲三次「指揮台」音樂獎。
- 2001－2003年間連續榮獲各年度「人民金曲」獎。 其作品「歌劇2」、「微笑吧！」和「星星」分別是當年點播率最高的歌曲。
- 於2001年及2003年分別榮獲「金曲百分百」獎（該獎項由「金曲FM」廣播電台所設立）。
- 根據2002年「喝彩」國家音樂獎之評判結果，獲評「年度最佳獨唱歌手」。
- 根據俄羅斯網站之調查，於2004及2005年間公認為所有俄羅斯歌手中在俄羅斯聯邦、烏克蘭、哈薩克斯坦、白俄羅斯、波羅的海諸國及以色列舉辦過最多演唱會之歌手。
- 2002年3月29日，在克里姆林宮舉辦了首次售票個人演唱會，他創下在克里姆林宮舉行個人音樂會之藝術家中，年齡為最輕一位的記錄。